# Piano Z
Piano Z (in tedesco Z-Plan) era il nome in codice di un vasto programma di costruzioni navali militari, elaborato dall'alto comando della Kriegsmarine tedesca ed approvato da Adolf Hitler nel gennaio del 1939. Il piano, molto ambizioso, prevedeva un ampio programma di costruzioni di navi da guerra, al fine di mettere la marina tedesca in condizioni di contendere quasi alla pari il controllo del mare con il suo principale avversario, la Royal Navy britannica e avrebbe dovuto essere completato nel 1948. Lo sviluppo del piano iniziò nel 1938, ma rifletteva l'evoluzione del pensiero strategico dell'Oberkommando der Marine (Alto comando navale) nei due decenni successivi alla prima guerra mondiale. Il piano prevedeva una flotta incentrata su dieci navi da guerra e quattro portaerei destinate a combattere la Royal Navy. Questa forza sarebbe stata integrata con numerosi incrociatori a lungo raggio che avrebbero attaccato le navi britanniche. Venne anche stipulata una forza relativamente piccola di U-Boot.
Quando scoppiò la seconda guerra mondiale nel settembre 1939, non era stato fatto quasi nessun lavoro sulle nuove navi ordinate nell'ambito del Piano Z. La necessità di spostare la capacità produttiva per esigenze più urgenti costrinse la Kriegsmarine ad abbandonare il programma e durante la guerra vennero completate solo una manciata di grandi navi, tutte ordinate prima del Piano Z. Tuttavia, il piano ebbe ancora un effetto significativo sul corso della seconda guerra mondiale, in quanto allo scoppio della guerra erano stati completati solo poche dozzine di sottomarini. La flotta di sottomarini dell'ammiraglio Karl Dönitz non raggiunse i 300 sottomarini che riteneva necessari per vincere una guerra commerciale contro la Gran Bretagna fino al 1943, momento in cui le sue forze erano state decisamente sconfitte.

## Il riarmo navale tedesco

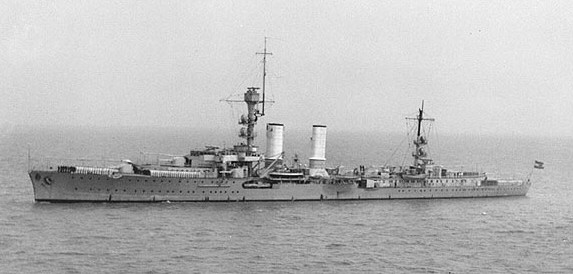
L'incrociatore Emden, la prima grande nave da guerra costruita dopo la prima guerra mondiale.

Dopo la fine della prima guerra mondiale, le forze armate tedesche divennero soggette alle restrizioni del Trattato di Versailles. Per il nuovo Reichsmarine, ciò significava che era limitato a sei pre-dreadnought, sei vecchi incrociatori leggeri, 12 cacciatorpediniere e 12 torpediniere. Altre due pre-dreadnought, due incrociatori e quattro cacciatorpediniere e torpediniere ciascuno potevano essere tenuti in riserva. La prima grande nave costruita nel dopoguerra fu l'incrociatore leggero Emden nei primi anni 1920. Seguirono altri tre incrociatori leggeri della classe Königsberg: Königsberg, Karlsruhe e Köln, e altre due navi che erano versioni modificate della classe Königsberg, Leipzig e Nürnberg. Allo stesso tempo, i tedeschi crearono una società di comodo nei Paesi Bassi, la NV Ingenieurskantoor voor Scheepsbouw (IvS), per continuare segretamente lo sviluppo di sottomarini. Ciò violava l'articolo 191 del Trattato di Versailles, che proibiva alla Germania di possedere o costruire sottomarini per qualsiasi scopo. IvS costruì diversi sottomarini per marine straniere, tra cui il turco Gür, che era la base per l'U-Boot Tipo I, e il finlandese Vesikko, che fu il prototipo dell'U-Boot Tipo II.
Il Trattato stabiliva anche che la Germania potesse sostituire le sue corazzate pre-dreadnought dopo aver raggiunto i vent'anni di età, ma le nuove navi non potevano dislocare non più di 10 000 long ton (10 000 t). In risposta a queste limitazioni, i tedeschi tentarono di costruire un potente incrociatore pesante—classificato come panzerschiff (nave corazzata)—che surclassasse i nuovi incrociatori pesanti costruiti dalla Gran Bretagna e Francia. Mentre i progetti d'incrociatori pesanti britannici e francesi erano vincolati dal Trattato navale di Washington (e dal successivo Trattato navale di Londra) ad un calibro di 20,3 centimetri (8,0 in) su un dislocamento di 10.000 tonnellate, i tedeschi scelsero di armare la Deutschland con sei cannoni da 28 centimetri (11 in). I tedeschi speravano che costruendo una nave significativamente più potente di quella degli Alleati, avrebbero potuto costringere gli Alleati ad ammettere la Germania al sistema del trattato di Washington in cambio dell'annullamento della Deutschland, abrogando così le limitazioni navali imposte da Versailles. I francesi si opposero con veemenza a qualsiasi concessione alla Germania, e quindi vennero costruite la Deutschland ed altre due unità: Admiral Scheer e Admiral Graf Spee.
Nel 1932, la Reichsmarine assicurò il passaggio dello Schiffbauersatzplan ("Programma di costruzione di navi sostitutive") attraverso il Reichstag. Il programma prevedeva due fasi di produzione separate, la prima dal 1930 al 1936 e la seconda dal 1936 al 1943. Quest'ultima fase era segretamente intesa a rompere le restrizioni di Versailles. L'anno seguente, Adolf Hitler divenne il cancelliere della Germania. Si ritirò unilateralmente dalle restrizioni del Trattato di Versailles ed iniziò la sistematica ricostruzione delle forze armate. Il prestigio portato dalla Panzerschiffe portò all'ordine di due navi migliorate, la classe D. Queste navi vennero cancellate e riordinate come corazzate Scharnhorst e Gneisenau, che erano navi di 32 000-long-ton (33 000 t) armate con nove cannoni da 28 cm e una protezione corazzata molto maggiore rispetto ai loro predecessori. Nel 1935, Hitler firmò l'Accordo navale anglo-tedesco, che consentì alla Germania di aumentare fino al 35 percento della forza della Royal Navy in tutte le categorie di navi da guerra. I progetti iniziali per due navi successive—la classe Bismarck—inizialmente prevedevano un dislocamento di 35 000 long ton (36 000 t) con cannoni da 13 in (330 mm), ma per contrastare le due nuove navi francesi della classe Richelieu, le nuove navi vennero notevolmente ampliate, fino a un dislocamento di oltre 41 000 long ton (42 000 t) e cannoni da 15 in (380 mm).

## Filosofia operativa e sviluppo

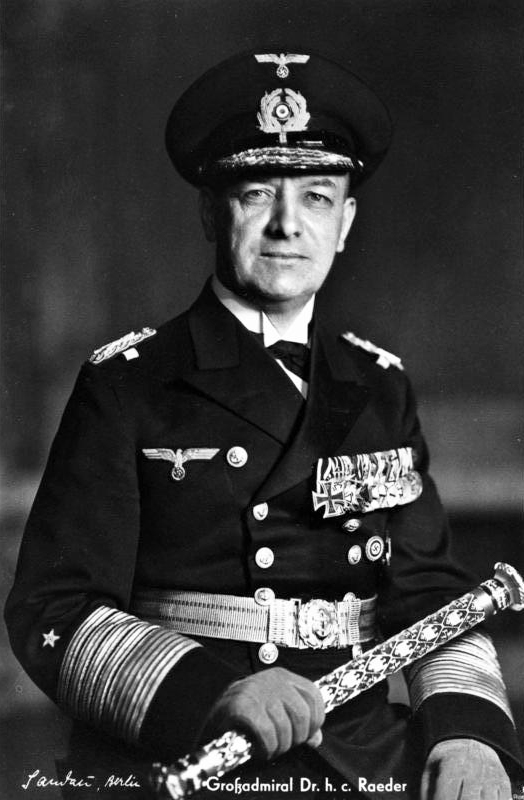
Erich Raeder, comandante della Kriegsmarine fino al 1943

La marina tedesca del dopoguerra era in conflitto su quale direzione avrebbe dovuto prendere la futura costruzione. Nel settembre 1920, il konteradmiral (contrammiraglio) William Michaelis pubblicò un memorandum che esponeva gli obiettivi della nuova Reichsmarine; questi obiettivi enfatizzavano la difesa costiera piuttosto che un'espansione significativa. L'esercito tedesco vedeva la Polonia come il principale futuro nemico e la marina pensava che in un conflitto con la Polonia, la Francia avrebbe sostenuto la Polonia. Pertanto, la marina francese sarebbe stata l'avversario più probabile per la Reichsmarine; la Gran Bretagna avrebbe dovuto rimanere neutrale in un simile conflitto. La costruzione di navi da guerra durante la metà degli anni '30 venne principalmente diretta contro la percepita minaccia francese. Eventuali ipotetici sottomarini in genere avrebbero supportato la flotta principale piuttosto che imbarcarsi in una campagna d'incursioni commerciali e qualsiasi incursione sarebbe stata eseguita rigorosamente secondo le regole degli incrociatori. Questo punto di vista rimase l'ortodossia stabilita fino alla metà degli anni '30, quando poi il Kapitän zur See (capitano di mare) Karl Dönitz venne a comandare l'Arma degli U-Boot. Dönitz sostenne un ritorno alla guerra sottomarina indiscriminata e l'adozione di tattiche del branco di lupi per sopraffare le difese dei convogli.
Negli anni '20, sorse la domanda su cosa fare con gli incrociatori che presumibilmente sarebbero stati all'estero per crociere di addestramento quando sarebbe scoppiata una guerra. L'alto comando decise che avrebbero dovuto operare come predoni commerciali indipendenti. Quando il vizeadmiral (vice ammiraglio) Erich Raeder divenne il capo della Reichsmarine nel 1928, approvò pienamente il concetto d'incursori di superficie a lungo raggio. Ciò era in gran parte dovuto al suo servizio nella prima guerra mondiale come capo di stato maggiore del vizeadmiral Franz von Hipper, dove vide la flotta resa impotente dalla schiacciante superiorità navale britannica. Verso la fine degli anni '30, la politica estera aggressiva di Hitler rese sempre più probabile il conflitto con la Gran Bretagna, in particolare dopo la crisi di Monaco del settembre 1938. La strada verso una grande espansione della flotta venne spianata poco dopo, il 14 ottobre, quando il generalfeldmarschall (feldmaresciallo) Hermann Göring annunciò un colossale programma di armamenti per aumentare drasticamente le dimensioni e la potenza delle forze armate tedesche. Il piano doveva essere completato entro il 1942, quando Hitler pianificò di entrare in guerra contro l'alleanza anglo-francese. Tuttavia assicurò a Raeder che la guerra non sarebbe scoppiata fino al 1948.
Hitler ordinò che il completamento di Bismarck e Tirpitz fosse accelerato, insieme a sei nuove corazzate della classe H ancora da impostare. Queste otto corazzate avrebbero costituito il nucleo di una nuova flotta da battaglia in grado d'ingaggiare la Royal Navy britannica. Raeder nel frattempo credeva che la Gran Bretagna potesse essere sconfitta più facilmente attraverso la strategia d'incursori di superficie che prediligeva. La versione iniziale del suo piano era basata sul presupposto che la flotta dovesse essere centrata sui panzerschiffe, sugli incrociatori a lungo raggio e sui sottomarini per attaccare il commercio britannico. Queste forze avrebbero bloccato la potenza navale britannica e permesso a un numero minore di corazzate di operare nel Mare del Nord. Questa prima bozza si chiamava Piano X; una revisione ridotta venne ribattezzata Piano Y, ma Hitler rifiutò il piano di costruzione proposto da Raeder. Ciò portò al Piano Z, che prevedeva la flotta più equilibrata incentrata sulle corazzate cercate da Hitler, che egli approvò il 27 gennaio 1939. Oltre alle sei nuove corazzate richieste da Hitler, il piano prevedeva otto nuove panzerschiffe della classe Deutschland e 249 U-Boot, con costruzione ripartita nei successivi nove anni. Nel 1948, la flotta tedesca doveva includere un totale di 797 navi; il costo del programma ammontava a 33 miliardi di reichsmark spesi nell'arco di nove anni. Ulteriori revisioni al numero di incrociatori ed altre imbarcazioni vennero approvate il 1º marzo. Raeder mantenne comunque la sua filosofia operativa di utilizzare le corazzate e le portaerei nelle task force per supportare i panzerschiffe e gli incrociatori leggeri che attaccavano il traffico mercantile britannico, piuttosto che attaccare direttamente la Royal Navy in una battaglia campale.

## Il Piano Z

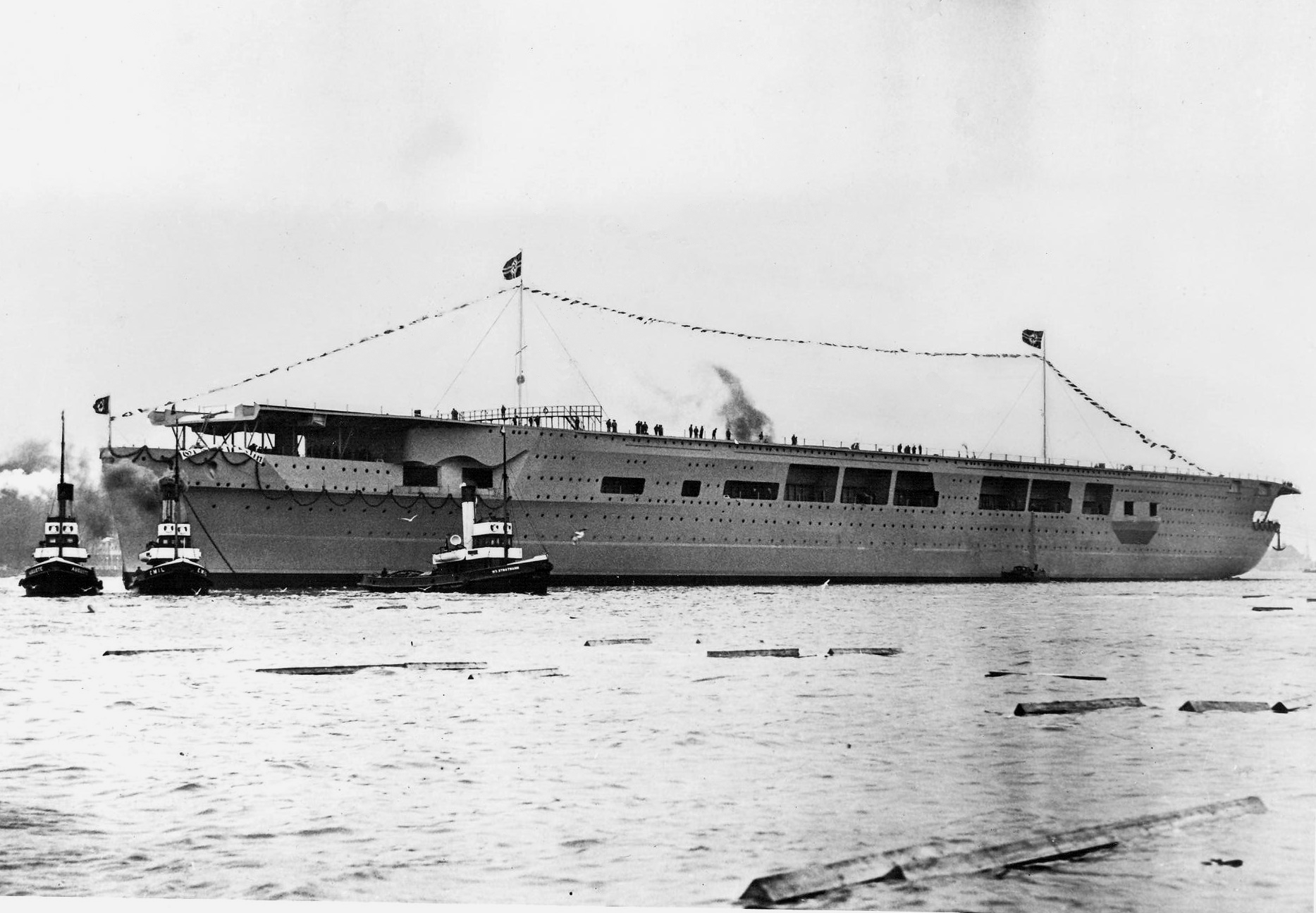
Varo della portaerei Graf Zeppelin

Il piano, approvato da Hitler il 27 gennaio 1939, prevedeva una flotta di superficie composta dalle seguenti navi, che comprendeva tutte le nuove navi costruite negli anni '20 e '30:
| Tipo                         | Progettate | Completate |
| ---------------------------- | ---------- | ---------- |
| Corazzate                    | 10         | 4          |
| Incrociatori                 | 3          | 0          |
| Portaerei                    | 4          | 0          |
| Panzerschiffe                | 15         | 3          |
| Incrociatori pesanti         | 5          | 3          |
| Incrociatori leggeri         | 13         | 6          |
| Incrociatori da ricognizione | 22         | 0          |
| Cacciatorpediniere           | 68         | 30         |
| Torpediniere                 | 90         | 36         |
| Totale                       | 230        | 82         |

Queste cifre includevano le quattro corazzate delle classi Scharnhorst e Bismarck già costruite o in costruzione, i tre panzerschiffe della classe Deutschland ed i sei incrociatori leggeri già in servizio. A completare il nucleo della flotta del Piano Z, dovevano essere costruite sei corazzate della classe H, tre incrociatori da battaglia della classe O, dodici panzerschiffe della classe P e due portaerei della classe Graf Zeppelin con altre due di nuova concezione. Le cinque navi della classe Admiral Hipper soddisfacevano il mandato per gli incrociatori pesanti, mentre gli incrociatori leggeri della classe M soddisfacevano il requisito per gli incrociatori leggeri. Il progetto Spähkreuzer 1938 avrebbe costituito la base per i ricognitori della flotta ordinati nel programma. Il piano prevedeva anche ampi aggiornamenti all'infrastruttura navale tedesca per accogliere la nuova flotta; dovevano essere costruiti bacini di carenaggio più grandi a Wilhelmshaven e ad Amburgo e gran parte dell'isola di Rügen doveva essere rimossa per fornire un grande porto nel Baltico. Al Piano Z venne data la massima priorità tra tutti i progetti industriali. Il 27 luglio 1939, Raeder revisionò il piano per cancellare tutti e dodici i panzerschiffe della classe P.
Nel breve periodo dall'introduzione del Piano Z all'inizio della guerra con il Regno Unito il 3 settembre, solo due delle grandi navi del piano, un paio di corazzate di classe H, vennero posate; il materiale per le altre quattro navi aveva cominciato ad essere assemblato in preparazione per iniziare la costruzione ma non era stato fatto nessun lavoro. All'epoca i componenti dei tre incrociatori da battaglia erano in produzione, ma le loro chiglie non erano ancora state fissate. Due degli incrociatori della classe M erano stati impostati, ma anch'essi vennero cancellati alla fine di settembre. I lavori sulla Graf Zeppelin vennero annullati definitivamente nel 1943, quando Hitler abbandonò definitivamente la flotta di superficie dopo la debacle della Battaglia del mare di Barents.

## Impatto sulla seconda guerra mondiale

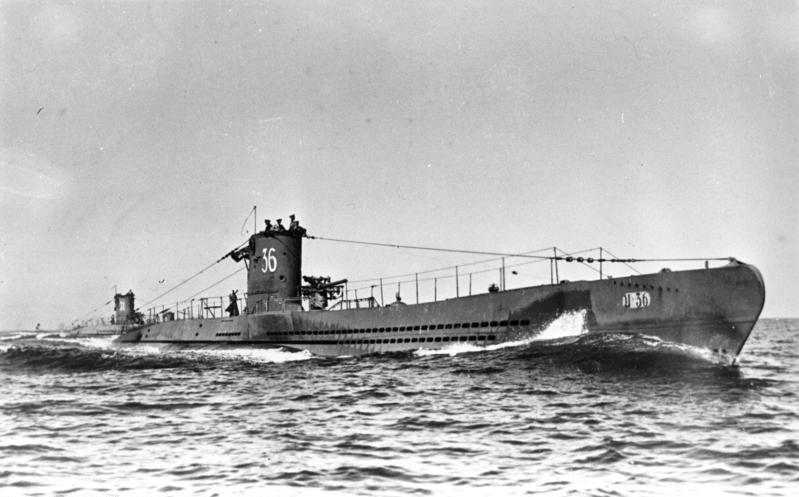
LU-36, un U-Boot Tipo VII

Poiché il piano venne annullato meno di un anno dopo la sua approvazione, gli effetti positivi sulla costruzione navale tedesca furono minimi. Tutte le navi autorizzate dal piano vennero cancellate dopo lo scoppio della guerra, con solo poche grandi navi di superficie che precedettero il piano completate durante il conflitto. Queste includevano la Bismarck e la Tirpitz, insieme agli incrociatori pesanti Blücher e Prinz Eugen. Senza le sei corazzate della classe H o le quattro portaerei, la Kriegsmarine ancora una volta non era in grado di affrontare la Royal Navy ad armi pari.
La maggior parte delle navi pesanti della Kriegsmarine vennero utilizzate come incursori commerciali nei primi anni della guerra. Due dei panzerschiffe, la Deutschland e la Graf Spee, erano già in mare allo scoppio della guerra; il primo ebbe scarso successo e il secondo venne infine intrappolato e costretto ad affondare dopo la Battaglia del Río de la Plata nel dicembre 1939. Dall'ottobre 1940 al marzo 1941, l'Admiral Scheer proseguì la sua operazione d'incursione e catturò o affondò diciassette navi, il che la rese la nave capitale tedesca di maggior successo degli incursori di superficie durante l'intera guerra. La Scharnhorst e la Gneisenau condussero l'operazione Berlin, un'importante sortita nell'Atlantico all'inizio del 1941. La Bismarck e la Prinz Eugen parteciparono all'ultima missione d'incursione atlantica, l'operazione Rheinübung, nel maggio 1941. La Bismarck affondò l'incrociatore da battaglia britannico HMS Hood ma venne affondata lei stessa tre giorni dopo. La perdita della Bismarck portò Hitler a proibire ulteriori sortite nell'Atlantico; le restanti navi capitali vennero concentrate in Norvegia per essere utilizzate come flotta in potenza e per minacciare convogli diretti all'Unione Sovietica sulla rotta di Murmansk.
Nonostante il fatto che il Piano Z non avesse prodotto nuove navi da guerra in tempo per la seconda guerra mondiale, il piano rappresentava il pensiero strategico dell'Oberkommando der Marine (OKM—"Alto comando navale") dell'epoca. In modo più significativo, l'OKM favorì le corazzate di superficie rispetto agli U-Boot di cui Dönitz aveva bisogno per la sua campagna sottomarina nel Nord Atlantico, lasciandolo con solo una manciata di sottomarini all'inizio della guerra. Le due corazzate della classe Scharnhorst costarono quasi 150 milioni di reichsmark ciascuna e le due navi della classe Bismarck costarono quasi 250 milioni di reichsmark ciascuna; per questa somma di denaro, i tedeschi avrebbero potuto costruire più di un centinaio di U-Boot Tipo VII. Il passaggio alla guerra sottomarina non fu definitivo fino al 1943, quando ormai la campagna era già persa.
La fattibilità del piano non era mai stata considerata dai pianificatori della Kriegsmarine di Raeder; la costruzione delle navi stesse non era un problema, supponendo che fosse stato disponibile tempo sufficiente. Ma garantire l'olio combustibile necessario per far funzionare la flotta era probabilmente un problema insormontabile. Il consumo di carburante sarebbe più che quadruplicato tra il 1936 e il completamento del programma nel 1948, da 1,4 milioni di tonnellate a circa 6 milioni di tonnellate. E la marina avrebbe dovuto costruire strutture di stoccaggio per un valore di circa 9,6 milioni di tonnellate di riserve di carburante sufficienti a consentire un solo anno di operazioni in tempo di guerra; conflitti più lunghi avrebbero richiesto ovviamente una scorta ancora più grande. Rispetto ai requisiti di carburante combinati della Kriegsmarine, dello Heer (Esercito), della Luftwaffe (Aeronautica) e dell'economia civile, la produzione interna prevista entro il 1948 di meno di 2 milioni di tonnellate di petrolio e 1,34 milioni di tonnellate di gasolio era assurdamente bassa.